# Cadomische Orogenese
| Ärathem | System     | Beginn (mya) | Orogenese                              |
| --- | ---------- | ------------ | -------------------------------------- |
| Känozoikum Erdneuzeit Dauer: 66 Ma | Quartär    | 2,588        | alpidische Orogenese                   |
| Känozoikum Erdneuzeit Dauer: 66 Ma | Neogen     | 23,03        | alpidische Orogenese                   |
| Känozoikum Erdneuzeit Dauer: 66 Ma | Paläogen   | 66           | alpidische Orogenese                   |
| Mesozoikum Erdmittelalter Dauer: 186,2 Ma | Kreide     | 145          | alpidische Orogenese                   |
| Mesozoikum Erdmittelalter Dauer: 186,2 Ma | Jura       | 201,3        | alpidische Orogenese                   |
| Mesozoikum Erdmittelalter Dauer: 186,2 Ma | Trias      | 251,9        | variszische Orogenese                  |
| Paläozoikum Erdfrühzeit Dauer: 288,8 Ma | Perm       | 298,9        | variszische Orogenese                  |
| Paläozoikum Erdfrühzeit Dauer: 288,8 Ma | Karbon     | 358,9        | variszische Orogenese                  |
| Paläozoikum Erdfrühzeit Dauer: 288,8 Ma | Devon      | 419,2        | variszische Orogenese                  |
| Paläozoikum Erdfrühzeit Dauer: 288,8 Ma | Silur      | 443,4        | kaledonische Orogenese                 |
| Paläozoikum Erdfrühzeit Dauer: 288,8 Ma | Ordovizium | 485,4        | kaledonische Orogenese                 |
| Paläozoikum Erdfrühzeit Dauer: 288,8 Ma | Kambrium   | 541          | cadomische Orogenese                   |
| Neoproterozoikum Jungproterozoikum Dauer: 459 Ma | Ediacarium | 635          | cadomische Orogenese                   |
| Neoproterozoikum Jungproterozoikum Dauer: 459 Ma | Cryogenium | 720          | diverse präkambrische Gebirgsbildungen |
| Neoproterozoikum Jungproterozoikum Dauer: 459 Ma | Tonium     | 1000         | diverse präkambrische Gebirgsbildungen |
| Mesoproterozoikum Mittelproterozoikum Dauer: 600 Ma | Stenium    | 1200         | diverse präkambrische Gebirgsbildungen |
| Mesoproterozoikum Mittelproterozoikum Dauer: 600 Ma | Ectasium   | 1400         | diverse präkambrische Gebirgsbildungen |
| Mesoproterozoikum Mittelproterozoikum Dauer: 600 Ma | Calymmium  | 1600         | diverse präkambrische Gebirgsbildungen |
| Paläoproterozoikum Altproterozoikum Dauer: 900 Ma | Statherium | 1800         | diverse präkambrische Gebirgsbildungen |
| Paläoproterozoikum Altproterozoikum Dauer: 900 Ma | Orosirium  | 2050         | diverse präkambrische Gebirgsbildungen |
| Paläoproterozoikum Altproterozoikum Dauer: 900 Ma | Rhyacium   | 2300         | diverse präkambrische Gebirgsbildungen |
| Paläoproterozoikum Altproterozoikum Dauer: 900 Ma | Siderium   | 2500         | diverse präkambrische Gebirgsbildungen |
| Neoarchaikum Dauer: 300 Ma |            | 2800         | diverse präkambrische Gebirgsbildungen |
| Mesoarchaikum Dauer: 400 Ma |            | 3200         | diverse präkambrische Gebirgsbildungen |
| Paläoarchaikum Dauer: 400 Ma |            | 3600         | diverse präkambrische Gebirgsbildungen |
| Eoarchaikum Dauer: 400 Ma |            | 4000         | diverse präkambrische Gebirgsbildungen |
| Hadaikum Dauer: 600 Ma |            | 4600         | diverse präkambrische Gebirgsbildungen |
| Es ist zu beachten, dass diese Tabelle nur einen groben Überblick geben soll. Angaben in der Fachliteratur zu Beginn und Ende einer bestimmten Orogenese können von denen in der Tabelle abweichen, u. a. weil je nach Region und Autor unterschiedliche Konzepte und Definitionen existieren. |            |              |                                        |

Die Cadomische Orogenese (auch Assyntische Orogenese) ist eine Gebirgsbildungsphase, die während des späten Neoproterozoikums vor etwa 650-550 Mio. Jahren am Nordrand von Gondwana und am (späteren) Ostrand von Baltica zur Bildung eines Akkretionsorogens führte.
In den Bereichen mit cadomischer Faltung liegen unterkambrische Schichten winkeldiskordant über gefalteten proterozoischen Schichten.
Der Name Cadomia bezeichnet nur einen Teil der in dem Zeitraum verfalteten Regionen am Rande Nordgondwanas (Armorika, Saxothuringikum und Tepla-Barrandium-Einheiten, nicht aber Avalonia). In diesem cadomisch gefalteten Bereich Nordgondwanas kam es im frühen Paläozoikum zu einer starken Grabenbildung und im Laufe des Ordoviziums und Silurs brachen nacheinander die Mikrokontinente Avalonia und die derweil zersplitterte Armorika-Terrangruppe ab. Später bei der kaledonischen und variszischen Orogenese sollten diese Mikrokontinente an die Nordkontinente Baltica und Laurentia angeschweißt werden und das heutige Fundament West- und Mitteleuropas und von Teilen der Ostküste Nordamerikas bilden.
Die Orogenese ist nach Cadomus, dem lateinischen Namen der nordfranzösischen Stadt Caen, benannt. Der Begriff discordance cadomienne wurde erstmals von Léon Bertrand im Jahr 1921 gebraucht.

## Pan-Afrikanische Orogenese
Ungefähr zeitgleich mit der Cadomischen Orogenese erfolgte die Pan-Afrikanische Orogenese. Teilweise wird daher die Cadomische Orogenese als regionale Ausprägung der Pan-Afrikanischen Orogenese verstanden. Jedoch handelte es sich bei der Cadomischen Orogenese eher um eine andinotype Gebirgsbildung an der Peripherie Gondwanas, während die Pan-Afrikanische Orogenese eine alpinotype Gebirgsbildung war, mit Kollision mehrerer Kleinkontinente – der eigentliche Zusammenschluss des großen Südkontinentes Gondwana bzw. des Superkontinentes Pannotia.